# Tightwad
Tightwad és una població dels Estats Units a l'estat de Missouri. Segons el cens del 2000 tenia 63 habitants.

## Demografia
Segons el cens del 2000, Tightwad tenia 63 habitants, 28 habitatges, i 18 famílies. La densitat de població era de 24,3 habitants per km².
Dels 28 habitatges en un 21,4% hi vivien nens de menys de 18 anys, en un 64,3% hi vivien parelles casades, en un 0% dones solteres, i en un 35,7% no eren unitats familiars. En el 25% dels habitatges hi vivien persones soles el 14,3% de les quals corresponia a persones de 65 anys o més que vivien soles. El nombre mitjà de persones vivint en cada habitatge era de 2,25 i el nombre mitjà de persones que vivien en cada família era de 2,78.
Per edats la població es repartia de la següent manera: un 17,5% tenia menys de 18 anys, un 7,9% entre 18 i 24, un 23,8% entre 25 i 44, un 34,9% de 45 a 60 i un 15,9% 65 anys o més.
L'edat mediana era de 47 anys. Per cada 100 dones de 18 o més anys hi havia 100 homes.
La renda mediana per habitatge era de 24.375 $ i la renda mediana per família de 51.250 $. Els homes tenien una renda mediana de 35.417 $ mentre que les dones 30.625 $. La renda per capita de la població era de 18.981 $. Cap de les famílies i el 16,7% de la població estaven per davall del llindar de pobresa.

## Poblacions més properes
El següent diagrama mostra les poblacions més properes.